# دورنیه دو اوپسیلون
دورنیه دو اوپسیلون (به آلمانی: Dornier Do Y) یک هواگرد از نوع بمب‌افکن ساخت شرکت دورنیه در آلمان بود. هواگرد دورنیه دو وای نخستین پروازش را در مارس ۱۹۳۰ انجام داد. در مجموع ۴ فروند از این هواگرد تولید شده‌است.